# John Jacob Abel
John Jacob Abel, född 19 maj 1857 och död 26 maj 1938, var en amerikansk biokemist och farmakolog.

## Biografi
Abel blev den förste innehavaren av en professur i farmakologi i USA, när han mottog en sådan tjänst vid Johns Hopkins University, Baltimore 1893, en tjänst han sedan innehade till 1932. 
Abels arbeten berörde fysiologi, farmakologi, och medicinsk kemi, bland annat hypofyshormonet och adrenalinets kemi samt kemisk framställning av adrenalin, histamin samt tetanustoxinets verkningsmekanismer. År 1925 invaldes han som ledamot av Leopoldina och han tilldelades Willard Gibbs-priset 1927.